# Етнократія
Етнократія (від дав.-гр. έθνος — етнос і κράτος — влада) — устрій держави, при якому влада належить еліті, яка сформована представниками одного народу.